# Teorema de Carnot
|  | Per a altres significats, vegeu «Teorema de Carnot (termodinàmica)». |

Teorema de Carnot en el cas del triangle acutangle

Teorema de Carnot en el cas del triangle obtusangle.

En geometria euclidiana, el teorema de Carnot estableix que la suma dels radis de les circumferències inscrita i circumscrita a un triangle és igual a la suma del valor dels tres segments que van del circumcentre al punt mitjà de cada costat. Tanmateix, s'ha de tenir en compte que els segments prenen valor negatiu quan no se superposen al triangle.
Lazare Carnot (1753 - 1823) fou un enginyer i geòmetra francès. La demostració del teorema la basà en l'aplicació del teorema de Pitàgores.